# Parasfenoide
Il parasfenoide è un osso impari che, in numerosi vertebrati, forma parte della volta palatina. Negli osteitti e negli anfibi è sempre separato dal basisfenoide, mentre nei rettili è spesso fuso con quest'ultimo osso.